# أليوت أكيرمان
أليوت أكيرمان (بالإنجليزية: Elliot Ackerman) (12 أبريل 1980)؛ كاتب وروائي أمريكي. درس في كلية فليتشر للقانون والدبلوماسية.

## روابط خارجية
- أليوت أكيرمان على موقع IMDb (الإنجليزية)